# 深圳市监察委员会
深圳市监察委员会，简称深圳市监委，是中华人民共和国广东省深圳市的地方国家监察机关，与中国共产党深圳市纪律检查委员会合署办公，成立于2018年1月21日，取代深圳市监察局的职能。深圳市监察委主任由深圳市人民代表大会选举产生，并向其和深圳市人大常委会以及广东省监察委员会负责。
现任主任为刘连生。

## 机构设置
中共深圳市纪律检查委员会与深圳市监察委员会合署办公。目前，内设机构21个；派驻（出）机构14个；归口管理单位1个；下属事业单位1个。

### 内设机构
- 办公厅
- 组织部
- 宣传部
- 政策法规研究室
- 党风政风监督室
- 信访室（举报中心）
- 案件监督管理室
- 信息数据监督室
- 第一审查调查室
- 第二审查调查室
- 第三审查调查室
- 第四审查调查室
- 第五审查调查室（反腐败国际追逃追赃工作办公室）
- 第六审查调查室
- 第七审查调查室
- 第八审查调查室
- 第九审查调查室
- 第十审查调查室
- 第十一审查调查室
- 案件审理室
- 纪检监察干部监督室

### 派出机构
- 派驻第一纪检监察组
- 派驻第二纪检监察组
- 派驻第三纪检监察组
- 派驻第四纪检监察组
- 派驻第五纪检监察组
- 派驻第六纪检监察组
- 派驻第七纪检监察组
- 派驻第八纪检监察组
- 派驻第九纪检监察组
- 派驻第十纪检监察组
- 派驻第十一纪检监察组
- 派驻第十二纪检监察组
- 派驻第十三纪检监察组
- 市直机关纪检监察工委

### 归口管理单位
- 深圳市前海廉政监管局

### 事业单位
- 工作基地

## 历届监察委

### 第六届市人大任期（2018年1月至2021年5月）
- 主任：张子兴（2018年1月21日—2021年4月24日）、刘连生（2021年4月24日—）
- 副主任：张波、林梓明、孟昭文、任宗理（2021年4月24日—）
- 委员：刘原枫、林苗、彭建安、李长林（2018年1月21日—2018年6月27日）、李丁文（2018年1月21日—2020年6月30日）

### 第七届市人大任期（2021年5月至今）
- 主任：刘连生
- 副主任：孟昭文、任宗理、彭建安（—2021年12月30日[3]）
- 委员：刘原枫、张现军（—2022年3月28日[4]）、宋伟艺、郭钢（——2021年10月30日[5]）、金伟、沈涤（2022年4月29日[6]——）